# 茲廉蘭維拉 (亞利桑那州)
茲廉蘭維拉（英語：Dreamland Villa）是位於美國亞利桑那州馬里科帕縣的一個非建制地區。該地的面積和人口皆未知。

## 地理
茲廉蘭維拉的座標為33°25′17″N 111°42′38″W / 33.42139°N 111.71056°W，而該地的平均海拔高度為418米（即1371英尺）。